# 上越市立大潟町中学校
上越市立大潟町中学校（じょうえつしりつおおがたまちちゅうがっこう）は、新潟県上越市大潟区にある公立中学校。

## 概要
ほとんどの生徒は大潟町小学校出身。生徒数は年々減少している。

## 沿革

### 経緯
1947年に潟町村立潟町中学校として開校し、市町村の合併で名称を変更しながらも現在に至る。

### 年表
- 1947年5月15日 - 潟町村立潟町中学校を創立。
- 1957年8月1日 - 合併に伴い大潟町立大潟町中学校に改称。
- 1977年6月22日 - 校章制定。
- 2005年1月1日 - 合併に伴い上越市立大潟町中学校に改称。

## 教育方針

### 教育目標
- 志高く　自分の花を咲かせよう

## 校歌
- 大潟町立大潟町中学校校歌
  - 作曲　小山直嗣
  - 作詞　八木ミチ

## 部活動
- 野球部
- 陸上競技部
- バスケットボール部
- 卓球部
- バレーボール部
- 器械体操部
- 吹奏楽部
- 水泳部

## 行事
- 潟潮体育祭
- がんばり遠足
- 潟潮音楽祭
- いじめ０スクール集会

## 通学区域
大潟町小学校の通学区域

### 進学前小学校
- 上越市立大潟町小学校